# Veracruz Uno
Veracruz Uno, Ejido Veracruz Uno o Ejido Veracruz es una localidad mexicana de la delegación Guadalupe Victoria, en el municipio de Mexicali, Baja California. Tenía una población de 1023 habitantes en el año 2010 y se encuentra enclavada en la zona central del Valle de Mexicali. 

## Toponimia
Veracruz Uno, recibe su nombre como un homenaje a la estado de Veracruz de Ignacio de la Llave. 

## Geografía
Se encuentra aproximadamente en el centro de la zona del Valle de Mexicali en las coordenadas 32°25'29" latitud norte y 115°06'56" longitud oeste, en promedio el poblado tiene altitud de 19 m s. n. m.
El poblado se encuentra aproximadamente en la zona central del valle de Mexicali. Su vía principal la constituye la carretera ramal 26 que conecta hacia el sur a con la carretera estatal 2, que recorre el municipio conectando la ciudad de Mexicali en el oeste con Los Algodones en el extremo este. Por la citada carretera estatal 2 hacia el este, a poco más de 2.5 km de distancia, se encuentra el poblado del ejido Toluca; y al oeste dista 2.5 km del poblado del ejido Saltillo.